# Tsagantegia
Tsagantegia war eine Gattung von Vogelbeckensauriern aus der Gruppe der Ankylosauria, die in der mittleren Oberkreide in Ostasien lebte.

## Merkmale
Von Tsagantegia ist bislang nur der Schädel gefunden worden, der 30 Zentimeter lang war und auf einen mittelgroßen Ankylosaurier hinweist. Im Gegensatz zu anderen Vertretern der Ankylosauridae ist die Panzerung des Kopfes kein Mosaik von Vielecken, sondern formlos und die Höcker an der Wange und am Hinterkopf sind nur schwach ausgeprägt. Vom restlichen Körperbau ist nichts bekannt, vermutlich war er wie alle Ankylosaurier ein von Knochenschuppen bedeckter, quadruper Dinosaurier, der sich von Pflanzen ernährte.

## Entdeckung und Benennung
Die fossilen Überreste von Tsagantegia wurden in den 1990er-Jahren in der Region Dorno-Gobi-Aimag in der südöstlichen Mongolei entdeckt und nach dem Fundort Tsagan-Teg („weiße Berge“) benannt. Einzige Art und somit Typusart ist T. longicranialis. Die Funde werden in die mittlere Oberkreide (Santonium) vor 86 und 83 Millionen Jahren datiert.

## Systematik
Tsagantegia wird innerhalb der Ankylosauridae in die Ankylosaurinae, die höher entwickelten, erst in der Oberkreide auftretenden Ankylosauridae, eingeordnet. Phylogenetisch gilt er dabei als Schwestergruppe aller übrigen Ankylosaurinae (siehe auch Systematik der Ankylosauridae).